# Elmadani Belmadani
Dr.Elmadani Belmadani, (en arabe:المدني بن المدني) est un artiste peintre marocain, né le1er mai 1955 à Taza .

## Biographie
Elmadani Belmadani , peintre impressionniste  , né à Taza  en 1955, expérimenté à la peinture depuis  son enfance, a continué ses études artistiques  à l'ex-école italienne à Tanger, a participé à des expositions collectives et individuelles au Maroc et à l'étranger, expose depuis 1976 et ses peintures sont dans plusieurs  collections privées et publiques dans le monde, fondateur et président de l'association marocaine des Beaux-arts, représentant du Maroc auprès de Americas museum, Miami aux États-Unis, président d'Euro-asian pour l'art et la culture au Maroc.
Elmadani est l'un des meilleurs artistes marocains. Il a perfectionné sa technique huile et aquarelle  en se confrontant à des artistes de renom nationalement et internationalement. Ses thèmes favoris  restent les monuments historiques, l'architecture traditionnelle, les paysages naturels, la vie quotidienne marocaine, scènes quotidiennes et la nature morte,,.
Peindre ses souvenirs et émotions, le quotidien avec harmonie des couleurs, la liberté d'expression  est comme une véritable respiration qui souhaite aller à l'essentiel ; c'est trouver sa réalité et exprimer les joies et les troubles intérieurs .
Il a adhéré à l'URD établie pour créer la solidarité nationale et internationale dans le domaine des Beaux-arts, a participé au mouvement solidarité pour l'art en tant que membre de l'association internationale des peintres solidaires.

## Curateur d'art
Taza Biennale : l'événement est fondé et présidé par l'artiste peintre et conservateur international Elmadani Belmadani , 6 expositions internationales à Taza et 1 salon de printemps à  Miami, aux  États-Unis ,

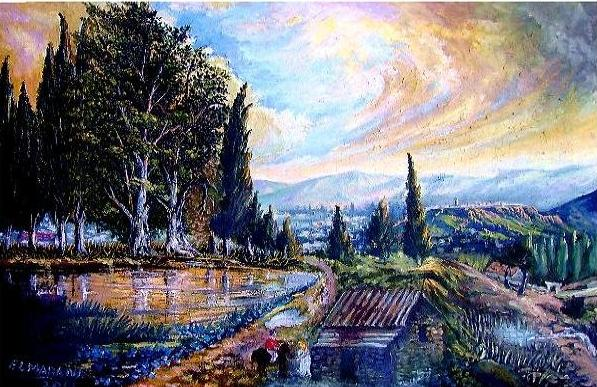
Taza huile sur toile, 2012

## Collections permanentes

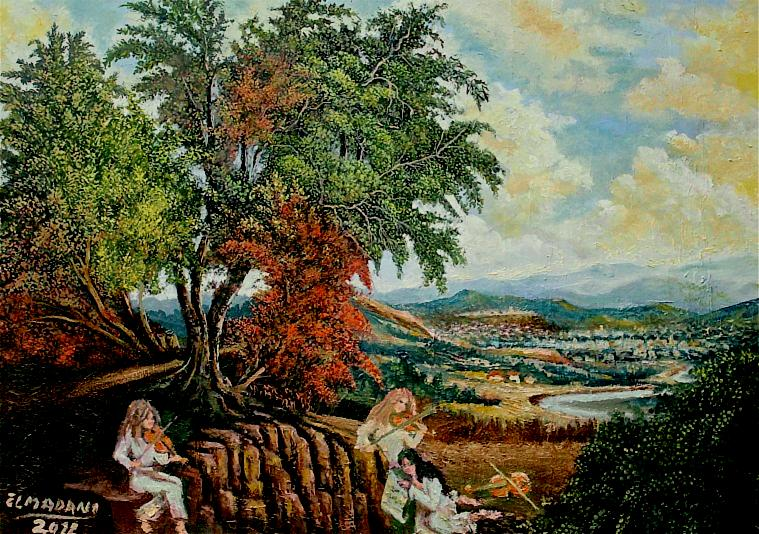
Symphonie de soir, huile sur toile,, 2012

Musée DC temple visitors, Maryland, aux États-Unis, Musée/galerie Luminarte, Dallas,aux États-Unis, Musée Americas, Miami, aux États-Unis, Musée  Florida , Uruguay,  Musée Tara et bibliothèque nationale Omsk -Russie,  Centre d'art  Breckenridge (Texas), aux États-Unis, Mairie de Tardets-Sorholus,  France,,.

## Expositions
France carrousel Louvre , Maroc, Roumanie, Pays-Bas, (Taïwan : foire internationale et musée national du Palais)-Chine (aux États-Unis : biennale internationale d'art contemporain Dallas  ), Canada, exposition internationale le 15 octobre participation avec Salvador Dalí (1904 - 1989)  et autres professionnels à Galerie M, Vienne-Autriche ,  Italie,  Arabie saoudite, Hongrie, Royaume-Uni, Uruguay, Russie, Turquie et en Espagne, ,

## Prix et récompenses
1er  prix musée  Santa Lucia, Uruguay et à Taza Biennale Maroc. 1 prix de la toile 2010  galerie en ligne. L'artiste peintre Elmadani Belmadani a décroché récemment à Rabat le premier prix de la meilleure toile de l'année 2010 sur la galerie en ligne Kitshoo . L'œuvre primée a été sélectionnée par un jury parmi les travaux de 90 artistes professionnels et confirmés de la peinture marocaine. Cette distinction vient récompenser la carrière artistique de ce peintre impressionniste, natif de Taza, qui éblouit par sa technique picturale d'utilisation des couleurs et des lumières reflétant les charmes et la beauté des sites et paysages du Maroc enchanteur.

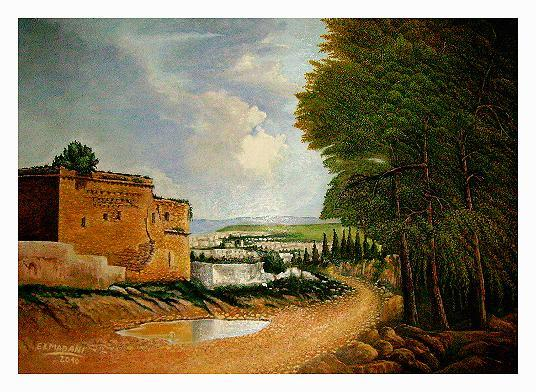
Bastion huile sur toile, 2009

Prix club Unesco 2016, Santorin-Grèce et en 2016 finaliste international artiste du grand prix foire d'art revolution Taipei-Taïwan,Chine.

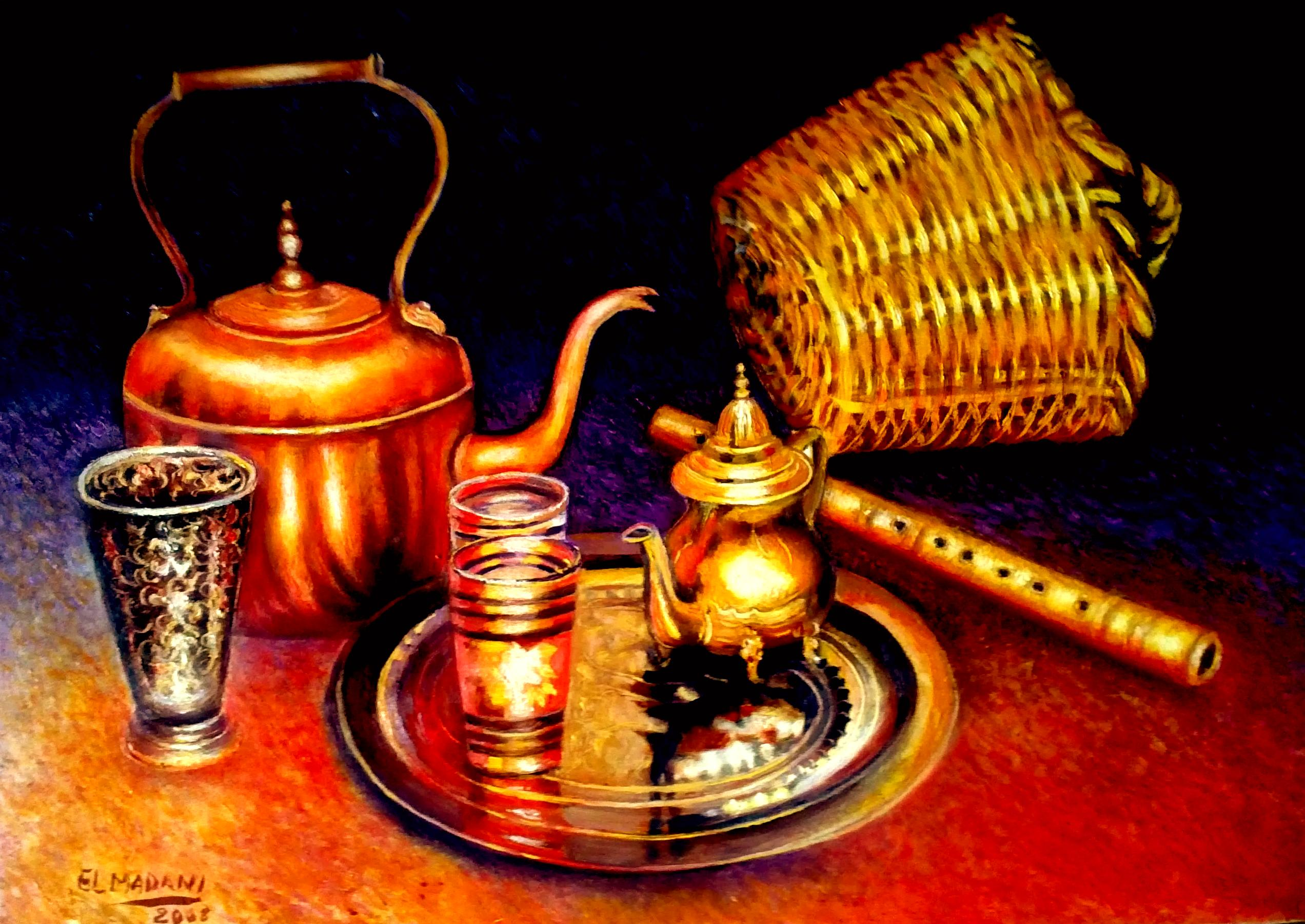
Nature morte huile sur toile, 2009,

## Site web
- « Elmadani belmadani », sur artabus.com